# Zew morza
Zew morza è un film del 1927, diretto da Henryk Szaro, vagamente basato su un'opera letteraria di Stefan Kiedrzyński. Il regista è stato assassinato dai nazisti nel Ghetto di Varsavia l'8 agosto del 1942.

## Trama
Fin da bambino Stach, a seguito delle sue letture infantili, scopre la sua giovanile propensione ad una avventurosa vita sui mari - in una parola, sente il richiamo del mare -, e lo condivide con la sua piccola compagna di giochi Hanka Ostojsky, appartenente ad una ricca famiglia il cui vecchio mulino era gestito dai genitori di Stach. Egli si imbarca giovanissimo, e dopo un congruo numero di anni lo vediamo capitano della nave mercantile di proprietà di van Loos, di stanza a Danzica. Sulla nave Stach è particolarmente amico di un marinaio che passa il suo tempo libero a scrivere lettere all'amata, e del timoniere Karlsen, un vecchio lupo di mare che gli rivela i segreti, appresi in lunghi anni d'esperienza, dell'arte nel navigare; figura invece negativa, a bordo, è il violento nostromo Rudolf Minke.
Van Loos si è sempre comportato con benevolenza paterna nei confronti di Stach, ed è principalmente per riconoscenza verso di lui che il giovane capitano viene ad essere il promesso sposo della figlia di van Loos, Jola, che stravede per lui. Anche Rudolf Minke ambirebbe alla mano di Jola, ma, vedendosi sorpassato da Stach, giura vendetta. Starch lascia i propri incartamenti - contenenti dei progetti rivoluzionari, di sua invenzione, nel campo della nautica - a casa dei van Loos, prima di rientrare, dopo lunghissima assenza, dai propri genitori.
Nel paese natale Starch reincontra l'amica d'infanzia Hanka, con la quale in breve tempo rinasce non solo l'antica familiarità, ma sorge l'amore. Ma Hanka è a sua volta promessa sposa del ricco sempliciotto Karol Skarski, ed è con lui che la ragazza – ligia ai doveri famigliari - finisce col fidanzarsi ufficialmente, per quanto di malavoglia, dopo essere venuta a conoscenza del fatto che solo questo matrimonio di convenienza avrebbe potuto salvare la famiglia degli Ostojsky da una sicura rovina, dovuta a fluttuazioni delle finanze.
Starch, deluso, riprende la via del mare. Questa volta si imbarca su una nave da guerra della marina polacca. E a Danzica c'è ad aspettarlo il livido Rudolf Minke. Unitosi ad una banda di malviventi, Rudolf, in ottemperanza al suo proposito di vendetta, fingendo una malattia mortale di Karlsen, riesce ad attirare Stach, lo rapisce e lo tiene prigioniero su un peschereccio, a bordo del quale vende i suoi progetti ad un acquirente disonesto, e prende il largo.
Ma ci sono testimoni del rapimento: il marinaio di cui Stach era amico dai tempi della nave di van Loos si inserisce surrettiziamente sul peschereccio, e libera l'amico. Nello stesso tempo le finanze degli Ostojsky si risollevano: Hanka disdice allora il matrimonio con Karol e si mette alla ricerca di Stach. Ella contatta le autorità militari, che dispiegano i loro potenti mezzi per riscattare Stach e recuperare i suoi remunerativi progetti, mentre Rudolf Minke, nelle concitate fasi dell'inseguimento, trova la morte.

## Produzione
Le riprese esterne sono state effettuate a Varsavia, Danzica, Gdynia, Puck e sul Mar Baltico.
Il film è stato ricostruito e restaurato in versione digitale a cura dell'Archivio Cinematografico Nazionale Polacco (Filmoteka Narodowa) di Varsavia nel 2013.

## Distribuzione
Il film è uscito nelle sale cinematografiche polacche il 13 ottobre 1927.
In tempi recenti Zew morza è stato mostrato al New Horizons Film Festival di Wrocław del 2015, alle Giornate del cinema muto di Pordenone del 2016, organizzate dalla Cineteca del Friuli , e all'austriaco LET'S CEE Film Festival del 2017.